# Liolaemus puna
Espèce
Synonymes
- Liolaemus barbarae Pincheira-Donoso & Núñez, 2005

Statut de conservation UICN

 LC  : Préoccupation mineure
Liolaemus puna est une espèce de sauriens de la famille des Liolaemidae.

## Répartition et habitat
Cette espèce se rencontre  en Bolivie, dans le nord-est du Chili et dans le nord-ouest de l'Argentine. On la trouve entre 3 000 et 4 400 m d'altitude. Elle vit dans la puna où pousse l'herbe Stipa ainsi que sur les affleurement rocheux.

## Description
C'est un saurien vivipare.

## Publication originale
- Lobo & Espinoza, 2004 : Two New Liolaemus from the Puna Region of Argentina and Chile: Further Resolution of Purported Reproductive Bimodality in Liolaemus alticolor (Iguania: Liolaemidae). Copeia, vol. 2004, no 4, p. 850–867 (texte intégral).